# Jakub Virgil Holfeld
Jakub Virgil Holfeld (Vienne, 27 novembre 1835 – Prague, 26 décembre 1920) est un professeur de piano.
Il est élève de Josef Proksch et de 1855 à 1876 enseigne à son institut. Il fonde ensuite sa propre école de piano, célèbre en son temps à Prague. Son plus célèbre élève est Vilém Kurz. Il a également composé plusieurs petits morceaux.

## Biographie
Né à Vienne, sa famille s'installe à Prague dès 1847. Son père, Jindřich, venait de Jiříkov, ville industrielle du nord de la Bohême. Jakub Holfeld, selon les souhaits des parents était promis au commerce, mais montrant un grand talent musical, ils lui permettent d'étudier la musique à l'Institut Proksch (fondé en 1831), dont l'école a été – après l'école Tomášek – l'une des plus importantes écoles de musique de Prague au milieu du XIXe siècle.
Holfeld étudie à l'école Proksch, dès ses treize ans, soit à partir de 1847 jusqu'en 1853. Après l'achèvement de l'étude, on lui offre de devenir précepteur dans une famille de la noblesse, mais Proksch, l'en dissuade en soulignant que ses compétences pédagogiques seraient mal employées. Holfeld suit les bons conseils de son professeur et plus tard l'évoque avec gratitude. Après deux ans de pratique à l'institut Proksch, Holfeld est professeur à l'école Proksch. Suivent vingt ans d'activité intense d'enseignement dans cette innovante et grande école, où ils ont enseigné aux enfants une variété de conditions, lui a apporté une grande quantité d'expérience. En 1876, il quitte l'école – dirigée après la mort de Proksch, par son fils Théodore et sa fille Marie – et se consacre, jusqu'à sa mort, à sa propre école privée. L'institut Proksch perdant progressivement de l'importance dans les dernières décennies du XIXe siècle, sa place est prise par l'école d'Holfeld.

## Pédagogue
Holfeld, en tant que pianiste était apparemment d'apparence moyenne et son jeu réputé sec. Cependant, selon le témoignage –  de Kurz et d'autres élèves – il a été un très bon enseignant, tant pour les degrés élémentaires que supérieurs. Il a donné aux élèves une complète et solide formation au piano et en théorie. Il était un enseignant honnête, au travail consciencieux et il a conduits les étudiants connaissance de la nature de la production du son.
Son enseignement était basé d'abord sur Bach et Beethoven, étudiés minutieusement, pour la plupart des étudiants. Cependant, comme Josef Proksch et il s'assure que ses élèves soient familiers avec tous les monstres de la littérature pour piano et même de nouveaux compositeurs. Ainsi, il n'hésitait pas a étudié avec ses élèves, les œuvres nouvelles de Richard Strauss et Max Reger.
L'accent est mis par ses élèves, sur la culture des éléments les plus techniques. Surtout sur la technique des doigts faibles et du poignet, comme ce fut le cas avec toutes les anciennes écoles de piano, comprenant Proksch et Holfeld. Ils ont partagé les inconvénients de ces écoles : l'exagération des coups de doigts, qui provoque une position de la main contre nature.
Vilém Kurz a acquis la pratique de l'enseignement d'Holfel dans une certaine mesure, mais très indirectement, plutôt influencé par éblouissance pianistique de Liszt. Holfeld avait des informations sur la méthode d'enseignement de Liszt par son ami intime et camarade de classe, Franz Bendl, qui, après ses études avec Proksch était devenu élève de Liszt
Holfeld a également été actif en tant que compositeur, mais la plupart de ses compositions sont restés manuscrits. Il a écrit plusieurs œuvres pour chœur d'hommes et mixtes et des pièces pour piano (Ballade, Intermezzo, de la Romance...). L'école de piano, même si elle n'a pas survécu, a rempli sa mission. Parmi les nombreux élèves d'Holfeld, qui ont préparé avec soin leur carrière avec lui, ont dans leur propre pratique de l'enseignement, transmis une partie importante de son expérience. {§ à revoir}
Holfeld a vécu jusqu'à un grand âge, dans la grande fraîcheur physique et mentale. Il n'était pas seulement un témoins des plus grands maîtres – Smetana, Dvořák, Fibich – mais sa figure de vieux monsieur a été presque entouré d'une sorte de halo de gloire.

## Élèves
À côté de Vilém Kurz et Růžena Kurzová, il faut citer d'autres noms : Josef Růžička (professeur à Francfort, qui, en 1868, a fondé une école de piano à Prague), en outre, Erwin Schulhoff, Ludmila Řežábkovou-Dombrovskou (professeur au conservatoire de Riga et plus tard, à l'école de musique dans Písek), Emu Marešová (qui pendant de nombreuses années a travaillé à Hradec Králové), Camille Brandejsovou, l'Emu Saxlovou, Marie Prokschovou, Arthur Chitz (chef d'orchestre à Dresde), Caroline et Růžena Zátkovy, Marie Wachsmannovou, Konrad Wallersteina, Richard Jolly, etc. Pendant ses études Vítězslav Novák a étudié avec Holfeld et plus tard Kurzův élève de V. Barwitiski, après des années de professeur et de directeur du conservatoire de Lviv.
Le 80e anniversaire d'Holfeld, alors qu'il avait plus de soixante années d'activité pédagogique, a suscité l'attention du grand public et de la presse. Des lettres de félicitations qui lui ont été soumis, signées par plus de deux cents élèves.

## Liens contextuels
- Vilém Kurz